# Static-Nunatak
Der Static-Nunatak ist ein Nunatak im ostantarktischen Viktorialand. In den Quartermain Mountains ragt er 2 km südsüdwestlich des Altar Mountain auf.
Das New Zealand Geographic Board benannte ihn 1993 nach dem englischsprachigen Fachbegriff für geodätische Vermessungen anhand unbeweglicher Bezugspunkte mit besonderer Bedeutung für das Global Positioning System.